# Гатчин Звір
Га́тчин Звір — заповідне урочище місцевого значення в Україні. Об'єкт природно-заповідного фонду Івано-Франківської області. 
Розташоване на території Долинського району Івано-Франківської області, на північний захід від села Новий Мізунь. 
Площа 54,8 га. Статус надано згідно з рішенням облвиконкому від 19.07.1988 року № 128. Перебуває у віданні ДП «Вигодський лісгосп» (Шевченківське л-во, кв. 21, вид. 11, 14, 18). 
Статус присвоєно для збереження частини лісового масиву з високопродуктивними насадженнями смереки, ялиці і бука з участю явора, берези. Вік насаджень — 95 років.